# Czyjannie
Czyjannie (biał. Чыянне; ros. Чиянье, Czijanje) – wieś na Białorusi, w obwodzie homelskim, w rejonie lelczyckim, w sielsowiecie Lelczyce, w pobliżu Lelczyc.

## Historia
W dwudziestoleciu międzywojennym chutory Czyjanije, położone w granicach Związku Sowieckiego. Od 1991 w niepodległej Białorusi.